# Шахада
Шехадет (на арабски: شهادة; на турски: Şehadet), в буквален превод означаващо „свидетелство“ или „засвидетелстване“, е един от петте стълба на исляма и представлява ислямското символ верую. Шехадет е засвидетелстване на вярата в единния Бог (Аллах) и в пророчествата на Мухаммед, и е необходимо и достатъчно условие за приемането на ислямската религия.

## Текст
Според ислямската теология от момента на произнасянето на шехадет човекът става мюсюлманин и е длъжен да съблюдава и останалите постановления на шериата, доколкото те са му известни. Съществуват три форми на шехадет:

### Кратка форма
- на арабски: لا إله إلا الله محمد رسول الله
- транслитерация: ля иляхе илля-ллах[у], мухаммедур-расулюл-лах[и]
- на български: Няма друг бог освен Аллах и Мухаммед е Негов пратеник!

### Пълна форма
- на арабски: أشهد أن لا إله إلا الله و أشهد أن محمد رسول الله
- транслитерация: ешхеду алля иляхе илла-ллах[у], ве ешхаду анна мухаммедар-расулю-ллах[и]
- на български: Свидетелствам, че няма друг бог освен Аллах и свидетелствам, че Мухаммед е Негов пратеник!
- аудио

### Най-пълна форма
- на арабски: أشهد أن لا إله إلا الله و أشهد أن محمدا عبده ورسوله
- транслитерация: ешхаду алля иляхе илла-ллах[у], ве ешхеду анна мухаммедан абдуху ве расулюх[у]
- на български: Свидетелствам, че няма друг бог освен Аллах и свидетелствам, че Мухаммед е Негов раб и пратеник!

## Галерия
- Шехадет върху знамето на Саудитска Арабия
- Шехадет върху знамето на талибаните
- Калиграфско изпълнение на шехадет по стените на голямата джамия в Сиан, Китай
- Шахада върху знамето на джихада